# Спасо-Преображенская церковь (Подгородная Каменка)
Спасо-Преображенская церковь — бывший православный храм в селе Подгородная Каменка в городском округе Ульяновск Ульяновской области. Построена в 1823 году.

## История
В 1654 году (по другим данным в 1652 г.) казаками села была построена деревянная церковь «Преображение Спасова». В 1792 году, на месте деревянной ввиду ветхости, на пожертвования помещика Степана Егоровича Кроткова из с. Ишеевка, была сооружена новая, каменная церковь. В 1821 году данная церковь была уничтожена в результате пожара, но в 1823 году была восстановлена местными жителями уже с приделом Николая Чудотворца. Причт состоял из священника и псаломщика.
На сегодня церковь сохранилась частично, интерьеры не сохранились.
В настоящее время Спасо-Преображенская церковь объектом культурного наследия не является. По итогам инвентаризации будет решаться вопрос о включении церкви в реестр памятников.